# YUKI (レースクイーン)
YUKI（ゆき）は日本のレースクイーン、イメージガール、タレントである。静岡県出身。PFE芸能事務所所属

## 人物
- 年齢は不詳で本人ブログでは「永遠の21歳」とのこと。
- 趣味は旅行、お祭り、ミュージカル、ディズニーランド。特に祭り好きが高じて和太鼓の演奏に嵌っており、特技で挙げるほど。
- 特技は和太鼓、ダンス、野球、チェアー、ボタンの連打
- 好きなものはセーラームーン、ドキドキプリキュア（キュアハート）、キティーちゃん、ピンクの物、イチゴのサンドイッチ、ヘルシア緑茶、炭酸水

## 主な活動
- レースクイーン
  - 2015年 スーパー耐久レース[2]　TRACY SPORTS　＆ Angel Girl
  - 2015年 RS-ITOH&ASIA GIRL[3]
  - 2014年 スーパー耐久レース　TRACY SPORTS
  - 2014年 Fe-Ⅲレーシング[4]
  - 2014年 RS-ITOH&ASIA GIRL 2014 全日本ロードレース選手権（MFJグランプリ）
  - 2014年 RS-ITOH&ASIA GIRL 鈴鹿８耐レース2014

- イメージガール
  - 山佐株式会社 山佐メンバーズクラブナビゲーター　（YMC web管理人）
  - 関東でちゃう！ガールズ（パチンコパチスロホール情報誌でちゃう！）[5]

- メディア
  - 恵須川ヒロシのGet's funky 2525 S（ニコジョッキー）[6]
  - 特大ニコジョッキー番組紹介しょ～かい（ニコジョッキー）

- モデル＆グラビア
  - 2015年 RQラボ[7]
  - 2014年 ギャルズパラダイス
  - 2014年 Qブロ！[8]
  - 2013年 サーキットの星 RQ2013 SIRCUIT STAR（グラビア）[9]
  - 2013年 美人スナップ[10]
  - 2013年 BLIE撮影会[11]